# Hieracium causiatum
Hieracium causiatum es una especie de planta con flor del género Hieracium, de la familia Asteraceae, orden Asterales.

## Distribución
Hieracium causiatum se distribuye por Suecia.

## Taxonomía
Fue descrita científicamente por Johanss. & Sam. Fue publicada en Dalarn. Hierac. Vulg.: 16 (1923).